# 小微茎吸虫
小微茎吸虫（学名：Microphallus minus）为微茎科微茎属的动物。分布于日本以及中国大陆的上海等地，营寄生生活，宿主小狗、小白鼠与猫（人工实验）以及寄生在肠。